# Grand Prix Formule 1 van Oostenrijk 2017
De Grand Prix Formule 1 van Oostenrijk 2017 werd gehouden op 9 juli op de Red Bull Ring. Het was de negende race van het kampioenschap.

## Vrije trainingen

### Uitslagen
- Er wordt enkel de top-5 weergegeven.

| Vrije training 1 | Pos | No | Coureur          | Constructeur       | Tijd     |
| ---------------- | --- | -- | ---------------- | ------------------ | -------- |
| Vrije training 1 | 1   | 44 | Lewis Hamilton   | Mercedes           | 1:05.975 |
| Vrije training 1 | 2   | 33 | Max Verstappen   | Red Bull-TAG Heuer | 1:06.165 |
| Vrije training 1 | 3   | 77 | Valtteri Bottas  | Mercedes           | 1:06.345 |
| Vrije training 1 | 4   | 5  | Sebastian Vettel | Ferrari            | 1:06.424 |
| Vrije training 1 | 5   | 3  | Daniel Ricciardo | Red Bull-TAG Heuer | 1:06.620 |
| Vrije training 2 | Pos | No | Coureur          | Constructeur       | Tijd     |
| Vrije training 2 | 1   | 44 | Lewis Hamilton   | Mercedes           | 1:05.483 |
| Vrije training 2 | 2   | 5  | Sebastian Vettel | Ferrari            | 1:05.630 |
| Vrije training 2 | 3   | 77 | Valtteri Bottas  | Mercedes           | 1:05.699 |
| Vrije training 2 | 4   | 33 | Max Verstappen   | Red Bull-TAG Heuer | 1:05.832 |
| Vrije training 2 | 5   | 3  | Daniel Ricciardo | Red Bull-TAG Heuer | 1:05.873 |
| Vrije training 3 | Pos | No | Coureur          | Constructeur       | Tijd     |
| Vrije training 3 | 1   | 5  | Sebastian Vettel | Ferrari            | 1:05.092 |
| Vrije training 3 | 2   | 44 | Lewis Hamilton   | Mercedes           | 1:05.361 |
| Vrije training 3 | 3   | 77 | Valtteri Bottas  | Mercedes           | 1:05.515 |
| Vrije training 3 | 4   | 5  | Kimi Räikkönen   | Ferrari            | 1:05.611 |
| Vrije training 3 | 5   | 33 | Max Verstappen   | Red Bull-TAG Heuer | 1:05.784 |

Testcoureurs in vrije training 1:
 Alfonso Celis Jr. (Force India-Mercedes)
 Sergej Sirotkin (Renault)

## Kwalificatie
Mercedes-coureur Valtteri Bottas behaalde zijn tweede pole position van het seizoen. Sebastian Vettel kwalificeerde zich voor Ferrari op de tweede plaats, terwijl Lewis Hamilton in de derde tijd neerzette. Hamilton ontving na afloop van de kwalificatie echter een straf van vijf startplaatsen voor de race omdat hij zijn versnellingsbak moest wisselen. De vierde tijd werd gereden  door Kimi Räikkönen, terwijl de Red Bull-coureurs Daniel Ricciardo en Max Verstappen zich respectievelijk als vijfde en zesde kwalificeerden. Haas-coureur Romain Grosjean viel stil aan het einde van het laatste deel van de kwalificatie, maar had daarvoor al de zevende tijd neergezet. Het Force India-duo Sergio Pérez en Esteban Ocon kwalificeerde zich als achtste en negende, terwijl Toro Rosso-coureur Carlos Sainz jr. de top 10 afsloot.

### Kwalificatie-uitslag
| Pos                 | No | Coureur           | Constructeur         | Q1       | Q2        | Q3       | Grid |
| ------------------- | -- | ----------------- | -------------------- | -------- | --------- | -------- | ---- |
| 1                   | 77 | Valtteri Bottas   | Mercedes             | 1:05.760 | 1:04.316  | 1:04.251 | 1    |
| 2                   | 5  | Sebastian Vettel  | Ferrari              | 1:05.585 | 1:04.772  | 1:04.293 | 2    |
| 3                   | 44 | Lewis Hamilton    | Mercedes             | 1:05.064 | 1:04.800  | 1:04.424 | 8    |
| 4                   | 7  | Kimi Räikkönen    | Ferrari              | 1:05.148 | 1:05.004  | 1:04.779 | 3    |
| 5                   | 3  | Daniel Ricciardo  | Red Bull-TAG Heuer   | 1:05.854 | 1:05.161  | 1:04.896 | 4    |
| 6                   | 33 | Max Verstappen    | Red Bull-TAG Heuer   | 1:05.779 | 1:04.948  | 1:04.983 | 5    |
| 7                   | 8  | Romain Grosjean   | Haas-Ferrari         | 1:05.902 | 1:05.319  | 1:05.480 | 6    |
| 8                   | 11 | Sergio Pérez      | Force India-Mercedes | 1:05.975 | 1:05.435  | 1:05.605 | 7    |
| 9                   | 31 | Esteban Ocon      | Force India-Mercedes | 1:06.033 | 1:05.550  | 1:05.674 | 9    |
| 10                  | 55 | Carlos Sainz jr.  | Toro Rosso           | 1:05.675 | 1:05.544  | 1:05.726 | 10   |
| 11                  | 27 | Nico Hülkenberg   | Renault              | 1:06.174 | 1:05.597  |          | 11   |
| 12                  | 14 | Fernando Alonso   | McLaren-Honda        | 1:06.158 | 1:05.602  |          | 12   |
| 13                  | 2  | Stoffel Vandoorne | McLaren-Honda        | 1:06.316 | 1:05.741  |          | 13   |
| 14                  | 26 | Daniil Kvjat      | Toro Rosso           | 1:05.990 | 1:05.884  |          | 14   |
| 15                  | 20 | Kevin Magnussen   | Haas-Ferrari         | 1:06.143 | geen tijd |          | 15   |
| 16                  | 30 | Jolyon Palmer     | Renault              | 1:06.345 |           |          | 16   |
| 17                  | 19 | Felipe Massa      | Williams-Mercedes    | 1:06.534 |           |          | 17   |
| 18                  | 18 | Lance Stroll      | Williams-Mercedes    | 1:06.608 |           |          | 18   |
| 19                  | 9  | Marcus Ericsson   | Sauber-Ferrari       | 1:06.857 |           |          | 19   |
| 20                  | 94 | Pascal Wehrlein   | Sauber-Ferrari       | 1:07.011 |           |          | Pit  |
| 107% tijd: 1:09.618 |    |                   |                      |          |           |          |      |

## Wedstrijd
De race werd gewonnen door Valtteri Bottas, die nipt Sebastian Vettel voor wist te blijven en zo zijn tweede zege van het seizoen behaalde. Daniel Ricciardo maakte het podium compleet nadat hij in de laatste ronden werd aangevallen door Lewis Hamilton, die vierde werd. Kimi Räikkönen eindigde op de vijfde plaats, terwijl Romain Grosjean knap zesde werd. Het Force India-duo Sergio Pérez en Esteban Ocon finishte de race als zevende en achtste, terwijl de Williams-coureurs Felipe Massa en Lance Stroll, die allebei een slechte kwalificatie kenden, de top 10 compleet maakten.

### Race-uitslag
| Pos. | No. | Coureur           | Constructeur         | Rondes | Tijd/Oorzaak uitval | Grid | Punten |
| ---- | --- | ----------------- | -------------------- | ------ | ------------------- | ---- | ------ |
| 1    | 77  | Valtteri Bottas   | Mercedes             | 71     | 1:21:48.527         | 1    | 25     |
| 2    | 5   | Sebastian Vettel  | Ferrari              | 71     | +0.658              | 2    | 18     |
| 3    | 3   | Daniel Ricciardo  | Red Bull-TAG Heuer   | 71     | +6.012              | 4    | 15     |
| 4    | 44  | Lewis Hamilton    | Mercedes             | 71     | +7.430              | 8    | 12     |
| 5    | 7   | Kimi Räikkönen    | Ferrari              | 71     | +20.730             | 3    | 10     |
| 6    | 8   | Romain Grosjean   | Haas-Ferrari         | 71     | +1:13.160           | 6    | 8      |
| 7    | 11  | Sergio Pérez      | Force India-Mercedes | 70     | +1 ronde            | 7    | 6      |
| 8    | 31  | Esteban Ocon      | Force India-Mercedes | 70     | +1 ronde            | 9    | 4      |
| 9    | 19  | Felipe Massa      | Williams-Mercedes    | 70     | +1 ronde            | 17   | 2      |
| 10   | 18  | Lance Stroll      | Williams-Mercedes    | 70     | +1 ronde            | 18   | 1      |
| 11   | 30  | Jolyon Palmer     | Renault              | 70     | +1 ronde            | 16   |        |
| 12   | 2   | Stoffel Vandoorne | McLaren-Honda        | 70     | +1 ronde            | 13   |        |
| 13   | 27  | Nico Hülkenberg   | Renault              | 70     | +1 ronde            | 11   |        |
| 14   | 94  | Pascal Wehrlein   | Sauber-Ferrari       | 70     | +1 ronde            | Pit  |        |
| 15   | 9   | Marcus Ericsson   | Sauber-Ferrari       | 69     | +2 ronden           | 19   |        |
| 16   | 26  | Daniil Kvjat      | Toro Rosso           | 68     | +3 ronden           | 14   |        |
| DNF  | 55  | Carlos Sainz jr.  | Toro Rosso           | 46     | Motor               | 10   |        |
| DNF  | 20  | Kevin Magnussen   | Haas-Ferrari         | 30     | Motor               | 15   |        |
| DNF  | 33  | Max Verstappen    | Red Bull-TAG Heuer   | 1      | Ongeluk             | 5    |        |
| DNF  | 14  | Fernando Alonso   | McLaren-Honda        | 1      | Ongeluk             | 12   |        |

## Tussenstanden wereldkampioenschap
Betreft tussenstanden voor het wereldkampioenschap na afloop van de race.

### Coureurs
| Positie | No. | Rijder           | Team                 | Punten |
| ------- | --- | ---------------- | -------------------- | ------ |
| 01      | 5   | Sebastian Vettel | Ferrari              | 171    |
| 02      | 44  | Lewis Hamilton   | Mercedes             | 151    |
| 03      | 77  | Valtteri Bottas  | Mercedes             | 136    |
| 04      | 3   | Daniel Ricciardo | Red Bull-TAG Heuer   | 107    |
| 05      | 7   | Kimi Räikkönen   | Ferrari              | 83     |
| 06      | 11  | Sergio Pérez     | Force India-Mercedes | 50     |
| 07      | 33  | Max Verstappen   | Red Bull-TAG Heuer   | 45     |
| 08      | 31  | Esteban Ocon     | Force India-Mercedes | 39     |
| 09      | 55  | Carlos Sainz jr. | Toro Rosso           | 29     |
| 10      | 19  | Felipe Massa     | Williams-Mercedes    | 22     |

### Constructeurs
| Positie | Team                 | Punten |
| ------- | -------------------- | ------ |
| 01      | Mercedes             | 287    |
| 02      | Ferrari              | 254    |
| 03      | Red Bull-TAG Heuer   | 152    |
| 04      | Force India-Mercedes | 89     |
| 05      | Williams-Mercedes    | 40     |
| 06      | Toro Rosso           | 33     |
| 07      | Haas-Ferrari         | 29     |
| 08      | Renault              | 18     |
| 09      | Sauber-Ferrari       | 5      |
| 10      | McLaren-Honda        | 2      |